# Etisk fond
Etikfond eller en SRI-fond är en fond som placerar spararnas investeringar i olika företag med hänsyn till olika etiska värderingar.
Utöver vad lagen säger finns också en gemensam branschkod för fondbolag med verksamhet i Sverige samt ytterligare ett tiotal olika riktlinjer från Fondbolagens förening som fondbolagen ska följa.
Med etikfonder menas fonder som tar särskild hänsyn till agerandet i de företag vars aktier som fonden placerar. Dessa fonder kallas numera vanligtvis för SRI-fonder (Sustainable Responsible Investments) eller fonder med ansvarsfulla placeringar. En del av SRI-fonderna väljer placeringar utifrån positiva kriterier och andra efter negativa. Exempel på positiva kriterier kan vara en miljöfond som väljer aktier i företag som arbetar aktivt för en bättre miljö eller en fond som väljer bolag som verkar för en ökad jämställdhet. Negativa kriterier betyder att fonden undviker att placera i företag som har en mer omfattande verksamhet med till exempel vapen, tobak och alkohol. Fondbolagen måste ha en särskild placeringspolicy för sina SRI-fonder och informera om de kriterier som gäller för respektive fond.
De analyser och granskningar som görs av företagens sociala och miljömässiga ansvarstagande kallas för screening. Ett relaterat begrepp är också Environmental, social and corporate governance (eller ESG) som framför allt används av företag med verksamhet i finansvärlden och av personer som jobbar med aktieanalyser. Fritt översatt till svenska betyder begreppet ”miljömässig och social styrning” och skvallrar om ett släktskap med begreppet ”bolagsstyrning”, som handlar om principer för hur ett bolag ska styras. Analytiker behöver kunna bedöma ett företags förmåga att hantera nuvarande och kommande risker för att kunna värdera hur det påverkar företagets framtida förmåga att tjäna pengar för sig själv och sina aktieägare. 
Begreppet ESG har uppstått som ett sätt att etikettera området miljömässigt och socialt ansvar, som man anser inte bör ignoreras vid kalkylering av ett företags värdering. Rekommendationen är dock att inte använda begreppet, då få känner till det, men att förstå hur det används. Genom att förstå begreppets bakgrund kan man tolka det som ett sätt för aktieanalytiker att säga att de anser att det är viktigt att ett bolag tar så mycket ansvar som deras omvärld anser att de behöver ta. Detta för att bolaget inte ska betraktas som oattraktivt av sin omvärld som då skulle sluta köpa bolagets produkter eller tjänster.
De fondförvaltare som placerar i företag utifrån att dessa tar ett aktivt ansvar för miljö och mänskliga rättigheter, gör inte avkall på kravet om en god avkastning för fonderna. De tror på att dessa företag är långsiktigt lönsamma genom att de uppskattas av sina kunder och får goodwill i media. Ekonomiska, sociala och miljömässiga faktorer vägs samman.
SRI-fonder följer ofta de internationella överenskommelser som finns i FN.